# Jürgen Rosorius
Jürgen Rosorius (* 11. Oktober 1944 in Hamburg) ist ein deutscher Politiker (CDU) und ehemaliger Landtagsabgeordneter.

## Leben und Beruf
Nach dem Abitur 1964 studierte Rosorius politische Wissenschaften, Sozialwissenschaften und Sozialgeschichte an der Universität Bonn. Das Studium schloss er 1972 mit Magister Artium ab. Von 1972 bis 1979 war Rosorius Studienleiter der Karl-Arnold-Bildungsstätte und im Anschluss von 1980 bis 1991 Leiter des Bildungswerkes der Karl-Arnold-Stiftung in Bonn-Bad Godesberg. Danach war er von 1992 bis 1995 Leiter des Bildungswerks der Jakob-Kaiser-Stiftung in Brandenburg und ist seit 1996 Geschäftsführender Vorsitzender der Europäischen Studiengesellschaft.
Seit 1965 gehört er der CDU an.

### Abgeordneter
Vom 28. Mai 1975 bis 29. Mai 1985 war Rosorius Mitglied des Landtags des Landes Nordrhein-Westfalen, davon ab 29. Mai 1980 im 9. Landtag als direkt gewählter Abgeordneter des Wahlkreises Bonn II.